# Зидански манастир
Зиданският или Станоският манастир „Света Богородица Елеуса“ (на гръцки: Μονή Στανού-Ζιδανίου, Στανός) е манастир в Република Гърция, на територията на дем Сервия, област Западна Македония. Манастирът е разположен югозападно от Сервия, в планината Алонорахи. Основан е в XVII век.

## Местоположене
Манастирът е разположен на 390 m надморска височина край бившето село Зидани, на 3 km северозападно от Микровалто. Около манастира има азбестова мина.

## Описание
В манастира се пази смятаната за чудотворна икона Богородица Зиданска, обкована с тежко сребро в 1755 година, според надписа, от Теодорос от янинското село Каларитес при епископ Игнатий Сервийски.
| Година    | 1913 | 1920 | 1928 | 1940 | 1951 | 1961 | 1971 | 1981 | 1991 | 2001 | 2011 | 2021 |
| --------- | ---- | ---- | ---- | ---- | ---- | ---- | ---- | ---- | ---- | ---- | ---- | ---- |
| Население |      |      |      | 11   | 1    | 7    | 11   | 36   | 7    | 2    | 1    | 1    |